# Mensonges et trahisons et plus si affinités...
Mensonges et trahisons et plus si affinités... (em Portugal: A História da Minha Vida - Mentiras e Traições) é um filme francês de comédia romântica dirigido por Laurent Tirard e lançado em 2004.

## Sinopse
Raphaël é um escritor, um "escritor fantasma": ele escreveu biografias de celebridades e ainda lamenta não ter publicado um romance usando o seu nome. Apesar do apoio de sua namorada Muriel, ele não consegue motivação para escrever a biografia de Kevin, um famoso jogador de futebol. É então que ele descobre que a noiva do jogador é Claire, sua primeira paixão na adolescência e por quem ele é ainda apaixonado...

## Elenco
- Édouard Baer como Raphaël Jullian
- Marie-Josée Croze como Muriel Bellivier
- Clovis Cornillac como Kevin Storena
- Alice Taglioni como Claire
- Éric Berger como Jeff
- Jean-Michel Lahmi como Max
- Jean-Christophe Bouvet como o editor de Raphaël
- Jean Dell como o pai de de Raphaël
- Raphaël Fuchs como Raphaël adolescente
- Judith El Zein como Yuppie1 (mulheres para encontros rápidos)
- Florence d'Azémar como Yuppie 2
- Suzanne Legrand como Yuppie 3
- Nuria Solé como a top-model

## Prêmios
- César de melhor ator secundário 2005 para Clovis Cornillac [2]

## Nota e referências
1. 1 2  «Mensonges et trahisons et plus si affinités» (em francês). Telerama. Consultado em 14 de novembro de 2014
2. ↑  «La biographie de Clovis Cornillac» (em francês). Gala. Consultado em 14 de novembro de 2014

- Este artigo foi inicialmente traduzido, total ou parcialmente, do artigo da Wikipédia em francês cujo título é «Mensonges et trahisons et plus si affinités...», especificamente desta versão.